# Kostel svatého Štěpána (Mýto)
Kostel svatého Štěpána je římskokatolická orientovaná sakrální stavba stojící uprostřed hřbitova asi půl kilometru od centra Mýta. Je filiálním kostelem farnosti Rokycany a je chráněn jako kulturní památka České republiky.

## Historie
Kostel vyl vystavěn v gotickém stylu, přesná doba stavby není známa. První písemná zmínka o Mýtu pochází z roku 1296, kdy už kostel stál. Kostel byl několikrát přestavován, jeho věž z 18. století má barokní charakter. Je v ní umístěn cenný renesanční zvon od Tomáše Jaroše z Brna z roku 1556, nedávno restaurovaný. Druhý zvon pochází od zvonaře Zachariáše Dietricha z Prahy a kostelu ho věnoval farář Jan Ignác Libertin před svou smrtí v roce 1756. Pod kostelem se nachází rozsáhlá krypta. Velkou chloubou kostela jsou fresky z 16. století s motivem křížové cesty, které byly objeveny roku 1945 při rekonstrukci. Bohužel šest z nich bylo zničeno při probourání okna.